# Yannick Müller
Yannick Müller (* 12. August 1999 in Bludenz) ist ein österreichischer Rennrodler. Er startet hauptsächlich im Doppelsitzer zusammen mit Armin Frauscher. Sein Bruder ist der mehrfache Rennrodelweltmeister Jonas Müller. 

## Werdegang
Müller begann seine Karriere im Einsitzer, ohne jedoch dabei nennenswerte Erfolge zu erzielen. Ein fünfter Platz bei der Junioreneuropameisterschaft 2019 in St. Moritz bildete hierbei die Ausnahme.
Ab Beginn der Weltcupsaison 2018/19 startete Müller gemeinsam mit dem Tiroler Armin Frauscher im Doppelsitzer.
Bei den Olympischen Winterspielen 2022 in Peking sollte Yannick Müller im Doppelsitzer an den Start gehen, jedoch brach er sich bei einem Trainingssturz den Arm, was eine Teilnahme unmöglich machte.

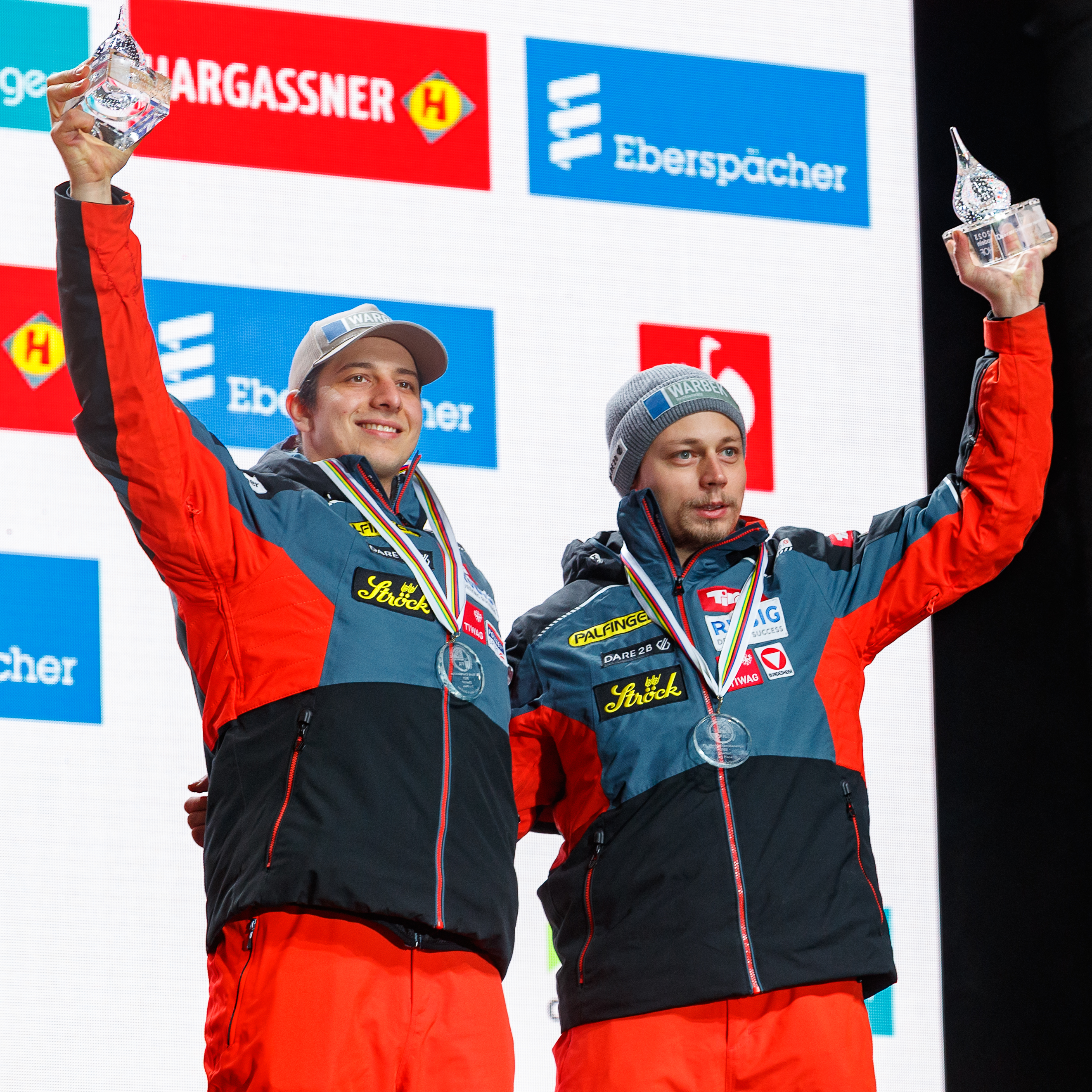
Yannick Müller gemeinsam mit Armin Frauscher (2023)

Bei den Rennrodel-Weltmeisterschaften 2023 in Oberhof gewann Müller seine ersten Medaillen bei einem Großereignis. Sowohl im Sprint als auch im regulären Doppelsitzer gewann er gemeinsam mit Armin Frauscher die Bronzemedaille. Zudem erreichte weiters mit Madeleine Egle und seinem Bruder Jonas Müller Silber in der Teamstaffel.
Müller war aktiver Sportler des Heeressportzentrums des Österreichischen Bundesheers. Zuletzt trug er den Dienstgrad Korporal.
Seit September 2022 ist Yannick Müller Polizeisportler.